# Ruth Connell
Ruth Connell (Falkirk, 20 aprile 1979) è un'attrice scozzese.
È nota soprattutto per il ruolo della strega Rowena nella serie televisiva Supernatural.

## Biografia
Figlia dell'allenatore di calcio David Connell e dell'insegnante Fiona Connell, è nata a Falkirk ma è cresciuta fuori Bonnybridge.
In tenera età ha iniziato a frequentare un corso di danza per tenere compagnia alla cugina, ma avendo dimostrato un talento notevole ha continuato a ballare entrando nel programma nazionale di danza, nel balletto nazionale infantile e vincendo diversi premi nell'adolescenza.

## Carriera
Dopo aver lavorato per diverse compagnie di ballo, si è laureata in recitazione al Rose Bruford College of Speech and Drama di Londra dedicandosi soprattutto all'attività teatrale.
Dal 2009 comincia a lavorare anche per la televisione e due anni dopo si trasferisce negli Stati Uniti; nel 2014 viene scelta per interpretare Rowena nella popolare serie Supernatural, che rimane il suo ruolo più famoso.

## Filmografia

### Cinema
- The Soldier's Leap (1998)
- Love's Debt (2010)
- A Perfect Ending (2012)
- Folklore (2012)
- Sh*t British People Say in the USA (2012)
- Meth Head (2013)
- Sapphire Strange (2013)
- Sienna Burning (2015)
- Hara Kiri, regia di Henry Alberto (2016)
- The Cursed Man (2016)

### Televisione
- Meades Eats (2003) - un episodio
- Above Their Station (2010) - film TV
- Supernatural (2014-2020)
- Sofia la principessa (2015) - voce, un episodio
- Dead Boy Detectives (2024)

### Videogiochi
- Disney Infinity 2.0: Marvel Super Heroes (2014) - voce
- Disney Infinity 3.0 (2015) - voce
- Lego The Incredibles (2018) - voce